# Loi Évin
Lire en ligne

Lire sur Légifrance

La loi du 10 janvier 1991 relative à la lutte contre le tabagisme et l'alcoolisme, dite loi Évin en référence à son instigateur Claude Évin, est une loi française qui vise à lutter contre le tabagisme et l'alcoolisme. Elle établit notamment le principe d'interdiction de fumer dans les lieux affectés à un usage collectif, ainsi que dans les lieux collectifs de transport. Concernant l'alcool, elle limite fortement le droit de faire de la publicité pour les boissons alcoolisées afin de protéger les jeunes des opérations de marketing. 

## Principales mesures

### Tabac

#### Publicité
La loi Évin interdit toute propagande ou publicité directe ou indirecte en faveur du tabac (sauf aux enseignes des débits de tabac, sous conditions) ainsi que toute distribution gratuite ou promotionnelle, ou toute opération de parrainage liée au tabac.
Les contrats publicitaires en cours au 10 janvier 1991 doivent être modifiés : « la surface consacrée annuellement dans la presse écrite à la propagande ou à la publicité en faveur du tabac ou des produits du tabac sera en 1991 inférieure d'un tiers et en 1992 des deux tiers à celle qui leur a été consacrée en moyenne pendant les années 1974 et 1975 ».
Du fait de cette interdiction de publicité, certaines régies publicitaires, notamment la régie Métrobus de la RATP, ont parfois refusé ou modifié des affiches au motif que celles-ci montraient une personne en train de fumer. Ainsi, en 2009, Métrobus prend l'initiative de modifier une affiche montrant Jacques Tati en train de fumer une pipe, puis refuse peu après celle du film Coco Chanel et Igor Stravinsky. Face à la polémique que cela déclenche, l'Autorité de régulation professionnelle de la publicité précise les conditions selon lesquelles faire figurer une personne en train de fumer doit être déconseillé par ses services. L'année suivante, Métrobus décide toutefois à nouveau de ne pas publier une affiche du film Gainsbourg (vie héroïque) au motif qu'on y voit la fumée d'une cigarette. En novembre 2010, le député Didier Mathus dépose une proposition de loi pour assouplir la disposition de la loi Évin relative à l'interdiction de publicité dans ce cas précis. Le médecin François Bourdillon interprète cette suite d'évènements comme une attaque contre la loi Évin, et observe qu'aucune plainte contre des œuvres culturelles ou la publication de photos anciennes n'a jamais été déposée depuis que la loi a été promulguée vingt ans plus tôt. Devant la réaction des professionnels de santé et des associations, l'auteur de la proposition de loi décide finalement de la retirer en janvier 2011. Une circulaire précisant les contours d'application de la loi est publiée le 28 mars 2012.

#### Définir des emplacements réservés aux fumeurs

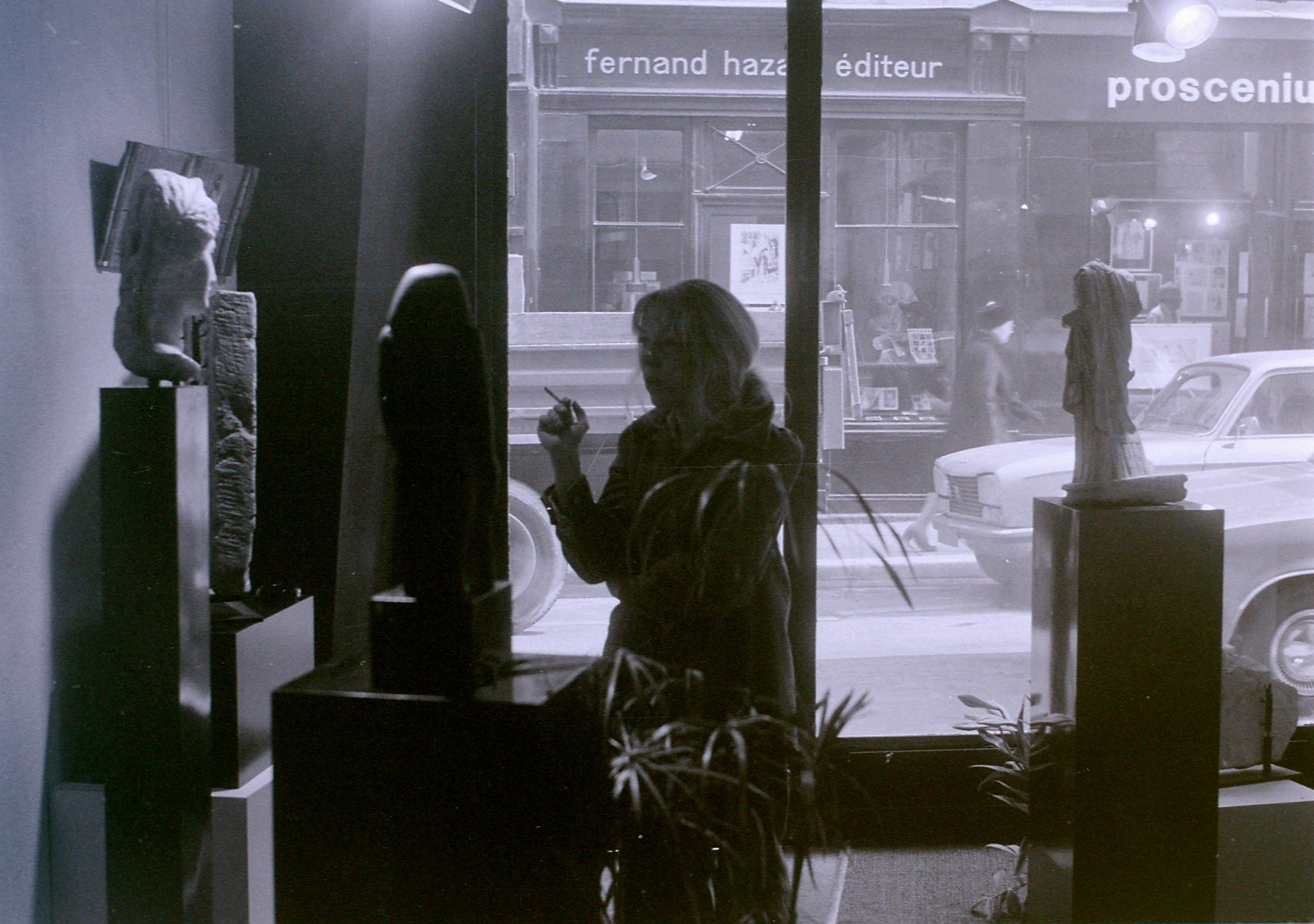
Femme fumant dans une galerie de la Rue de Seine de Paris en 1974.

La loi dispose que les lieux affectés à un usage collectif doivent être non fumeurs. Elle prévoit toutefois la possibilité, si le propriétaire ou le responsable des lieux le souhaite, d'ouvrir des locaux distincts ventilés et isolés pour les fumeurs. Le tabagisme est totalement proscrit, y compris à l'air libre, dans les établissements d'enseignement (école, collège, lycée). Dans l'enseignement supérieur, le chef d’établissement peut autoriser de fumer à l'extérieur des locaux.
Dans les cafés et restaurants, la terrasse doit être physiquement séparée de l'intérieur de l'établissement depuis une décision de la Cour de cassation du 13 juin 2013. Les seules terrasses où l'on peut fumer sont celles qui n'ont ni toit ni auvent ou qui sont intégralement ouvertes en façade frontale.

#### Contraintes d'information
La loi instaure l'obligation de faire figurer sur les paquets de cigarettes la teneur en nicotine, en goudrons, et plus récemment en monoxyde de carbone (article abrogé le 21 mai 2016) ; de plus, un arrêté du ministère de la Santé fixe les teneurs maximales en goudron des cigarettes.
Disposition plus visible, elle impose la mention « Nuit gravement à la santé » sur chaque paquet de cigarettes vendu à partir du 1er janvier 1993 pour les cigarettes et le 1er janvier 1994 pour les autres produits du tabac. Cette tolérance sur le plan des délais s'expliquant par la nécessité d'écouler les stocks de tabacs déjà conditionnés.
La vente de tabac est interdite aux moins de 18 ans. Cette interdiction doit être affichée de manière visible chez les débitants et les revendeurs de tabac.
De plus, il est maintenant obligatoire pour les fabricants de tabac de faire afficher sur les paquets des photos de personnes victimes des effets néfastes du tabagisme (tels que des poumons cancéreux).

#### Indice de prix
La loi Évin dispose qu'à partir du 1er janvier 1992 tout indice de prix servant à la revalorisation d'une prestation, d'une rémunération ou de tout autre avantage doit s'entendre hors tabac.

### Alcool

#### Publicité

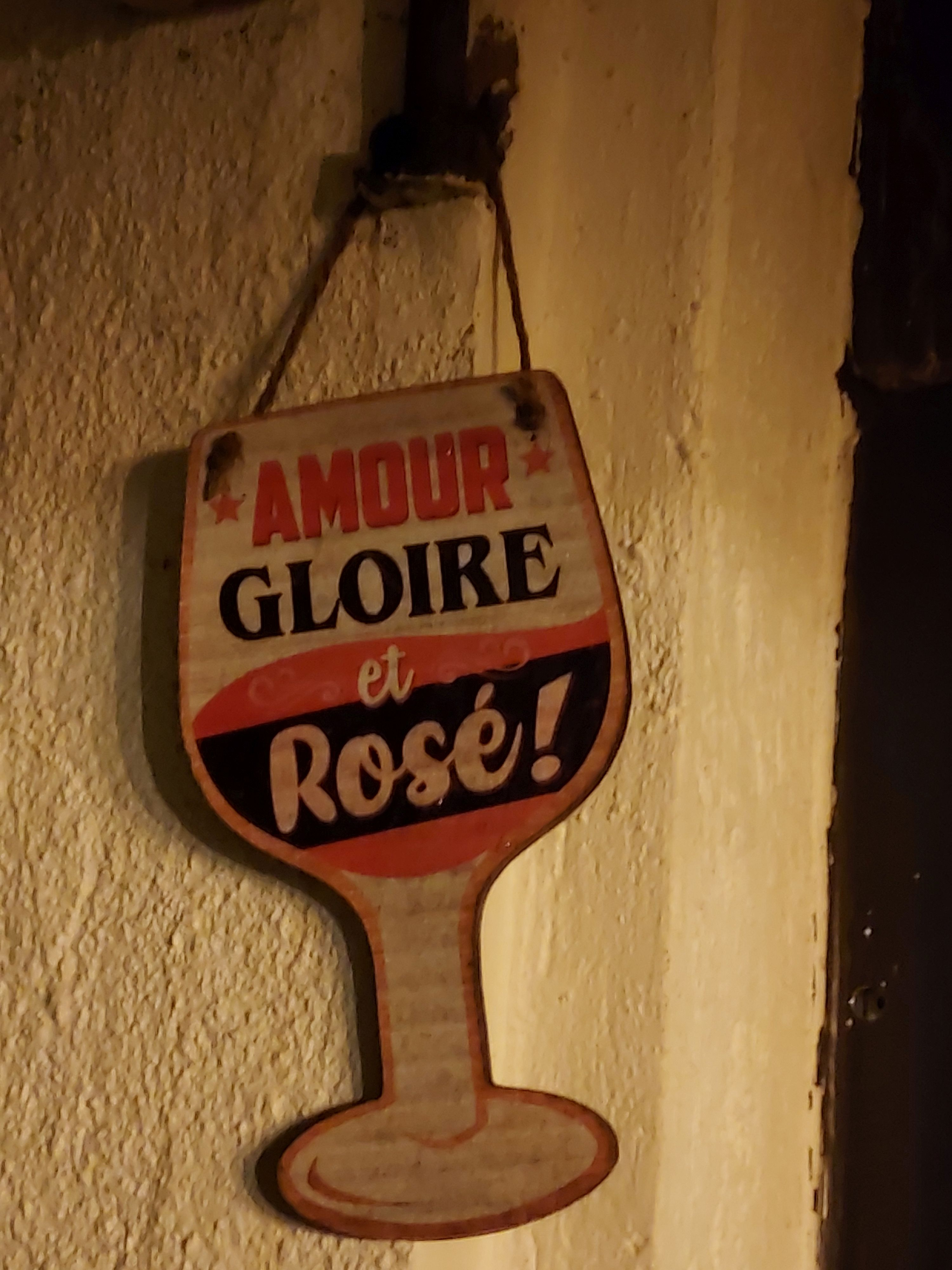
Une publicité pour le vin rosé.

La loi Évin encadre aussi la publicité en faveur des boissons alcoolisées mais ne l'interdit pas. La publicité n'est autorisée que sur certains supports prévus à l’article L 3323-2 du Code de la santé publique, ; par ailleurs le contenu lui-même doit se conformer à certaines règles données à l'article L3323-4 du Code de la santé publique, et doit comporter un message rappelant les dangers de l'abus d'alcool.
L'article 97 de la loi du 21 juillet 2009, modifiant l'article L3323-2 du code de la santé publique, intègre la publicité sur internet en faveur des boissons alcoolisées dans la liste des supports autorisés par la loi Évin,.
L'article 13 de la loi n°2016-41 du 26 janvier 2016, instaurant l'article L 3323-3-1 du code de la santé publique, instaure un assouplissement concernant la promotion de l'alcool. Cet article garantit que les références à des régions de production, à des indications géographiques ou au patrimoine culturel liés à des boissons alcooliques protégées au titre de l’article L. 665-6 du code rural et de la pêche maritime ne sont pas considérées comme des publicités. 
Si la publicité pour le vin et l'alcool est interdite dans les établissements sportifs, elle est néanmoins autorisée dans les fan-zones.
En 2015, alors qu'elle était présidente de l'Institut national du cancer, Agnès Buzyn, devenue ministre des Solidarités et de la Santé en mai 2017, s'opposait à cet assouplissement et affirmait : « la publicité accélère l'initiation à l'alcool et augmente la consommation de ceux qui boivent déjà ». Interrogé en 2018 sur un éventuel (re)durcissement de la loi Évin, le président de la République Emmanuel Macron s'y oppose toutefois.

## Parcours législatif et réglementaire

### Vote de la loi (décembre 1990)
La loi fait l'objet d'une discussion en première lecture à l'Assemblée nationale les 25 et 26 juin 1990 et au Sénat les 11, 12 et 16 octobre 1990 ; la loi est discutée et adoptée en seconde lecture le 11 décembre 1990 par l'Assemblée nationale et le 13 décembre 1990 par le Sénat.

### Saisine du Conseil constitutionnel
Le Conseil constitutionnel, saisi du dossier, reconnaît dans sa décision no 90-283 DC du 8 janvier 1991 la constitutionnalité du texte, à l'exception de l'article 12 qui créait une contribution égale à 10 % hors taxes des dépenses de publicité en faveur des boissons alcooliques, dont la contribution aurait été affectée à un fonds destiné à financer des actions d'éducation sanitaire et de prévention de l'alcoolisme. La décision du Conseil constitutionnel est publiée au Journal officiel du 10 janvier 1991.

### Promulgation (janvier 1991)
La loi est promulguée le 10 janvier 1991 et est publiée au Journal Officiel le 12 janvier. 

### Décrets d'application (2006)
Le décret no 2006-1386 du 15 novembre 2006 fixant les conditions d'application de l'interdiction de fumer dans les lieux affectés à un usage collectif (J.O. no 265 du 16 novembre 2006 – page 17249) renforce la réglementation contre le tabagisme passif issue de la loi Évin.
À la suite de ce décret, sont parues cinq circulaires relatives à l'application de celui-ci :
- circulaire du 24 novembre 2006 concernant la lutte contre le tabagisme (J.O., no 281 du 5 décembre 2006, page 18276) ;
- circulaire du 27 novembre 2006 relative aux conditions d'application dans les services de l'État et des établissements publics qui en relèvent de l'interdiction de fumer dans les lieux à usage collectif, prévue par le décret no 2006-1386 du 15 novembre 2006 (J.O., no 281 du 5 décembre 2006, page 18289) ;
- circulaire du 29 novembre 2006 relative à l'interdiction de fumer pour les personnels et les élèves dans les établissements d'enseignement et de formation (J.O., no 281 du 5 décembre 2006, page 18282) ;
- circulaire du 29 novembre 2006 relative à l'interdiction de fumer dans les lieux à usage collectif (J.O., no 281 du 5 décembre 2006, page 18285) ;
- circulaire du 4 décembre 2006 concernant la réglementation relative à la lutte contre le tabagisme (J.O., no 281 du 5 décembre 2006, page 18283).

## Impact

### Consommation
Entre 1990 et 2010, la consommation d'alcool sur le territoire français a baissé d’un peu plus de 20 %. Depuis 2005, la consommation quotidienne moyenne d'alcool pur, pour un adulte, correspond à un peu moins de trois verres « standard » d'alcool (un verre « standard » contient environ 10 g d'alcool pur),.

### Réactions et conséquences sur les évènements sportifs ou culturels
Certaines fédérations sportives françaises ont connu au début des problèmes avec leurs fédérations internationales (notamment de sports motorisés), sous la pression des annonceurs cigarettiers, et ont voulu boycotter les évènements sportifs en France. Cette tentative de boycott a échoué, la France ayant été soutenue dans son intention de faire appliquer la loi par les instances européennes, les médias, et d'autres pays voulant appliquer des lois similaires.
Cette interdiction de la publicité, qui s'est ensuite généralisée à d'autres pays, a eu pour effet de conduire certains raids sportifs promotionnels à changer de nom dans un premier temps — le Raid Gauloises est ainsi devenu le Raid World Championship, tandis que le Camel Trophy est remplacé par le Land Rover G4 Challenge (en) — avant de s'arrêter.
De même, les concerts et spectacles ne peuvent plus recevoir de subvention de cigarettiers et ne peuvent plus mentionner leurs marques, ni autoriser la distribution gratuite de tabac à leur occasion.

### Failles de la loi Évin
Le psychiatre addictologue Amine Benyamina et la journaliste Marie-Pierre Samitier, dans Comment l'alcool détruit la jeunesse (Albin Michel), insistent « sur les failles de la loi Évin, le rôle des lobbies de l'alcool, ce que change la « loi Macron », comment les jeunes sont ciblés par les publicités d'alcools, les seuils à ne pas franchir selon l'OMS, et son mode de communication ».

### Essor de groupes d'intérêts de producteurs d'alcool
Les alcooliers se structurent en réaction à la loi Évin, alors que l'industrie de l'alcool est à l'origine divisée entre brasseurs, distilleurs et producteurs de vin. L'assocation Entreprise et Prévention est créée par les producteurs d'alcool pour défendre les intérêts de la filière et tenir un discours alternatif en matière de santé publique. Les producteurs s'appuient également sur des institutions existentes, comme l'Institut de recherches scientifiques sur les boissons (IREB), créé en 1971 par le distilleur Pernod, pour remettre en cause la relation entre consommation globale d'alcool et alcoolisme.